# 25157 Fabian
25157 Fabian è un asteroide della fascia principale. Scoperto nel 1998, presenta un'orbita caratterizzata da un semiasse maggiore pari a 3,1028503 UA e da un'eccentricità di 0,1921941, inclinata di 1,41879° rispetto all'eclittica.